# Велика мечеть Хами
Велика мечеть Хами (араб. جامع حماة الكبير‎) — мечеть у Хамі, Сирія. Розташована приблизно за 400 метрів на захід від цитаделі. Побудована у VIII столітті. Сильно пошкоджена під час повстання 1982 року, але пізніше повністю відновлена.

## Історія
Побудована Омейядами на початку 7 століття за зразком мечеті Омейядів у Дамаску. Велика мечеть була церквою в Східній Римській імперії, яка була пристосована для ісламського використання. Сама церква колись побудована на місці римського храму. Частина східноримської споруди все ще існує, але більша частина будівлі зруйнована під час східноримського відвоювання північної Сирії в 986 році. Те, що мечеть спочатку була християнською базилікою, можна побачити по будові, яка має три проходи, і що дах над молитовним залом складається з п'яти куполів у формі хреста.
Велика мечеть має два мінарети. Одна квадратна, розташована поряд з молитовним залом і, судячи з написів збоку, датується 1124 роком. Однак деякі стверджують, що основа мінарету походить від Омейядів, тоді як інші вважають, що він побудований у 1153 році Другий мінарет восьмигранний і побудований мамлюками в 1427 році. Поруч із північним головним двором є менший простір, де поховані гробниці двох царів Айюбідів 13 століття.
Мечеть майже повністю зруйнували під час повстання в Хамі 1982 року, але з тих пір була відбудована. Обидва мінарети були зруйновані під час повстання.  У 2001 році Велика мечеть повністю відреставрована майже в усіх деталях.

Зображення мечеті після реконструкції
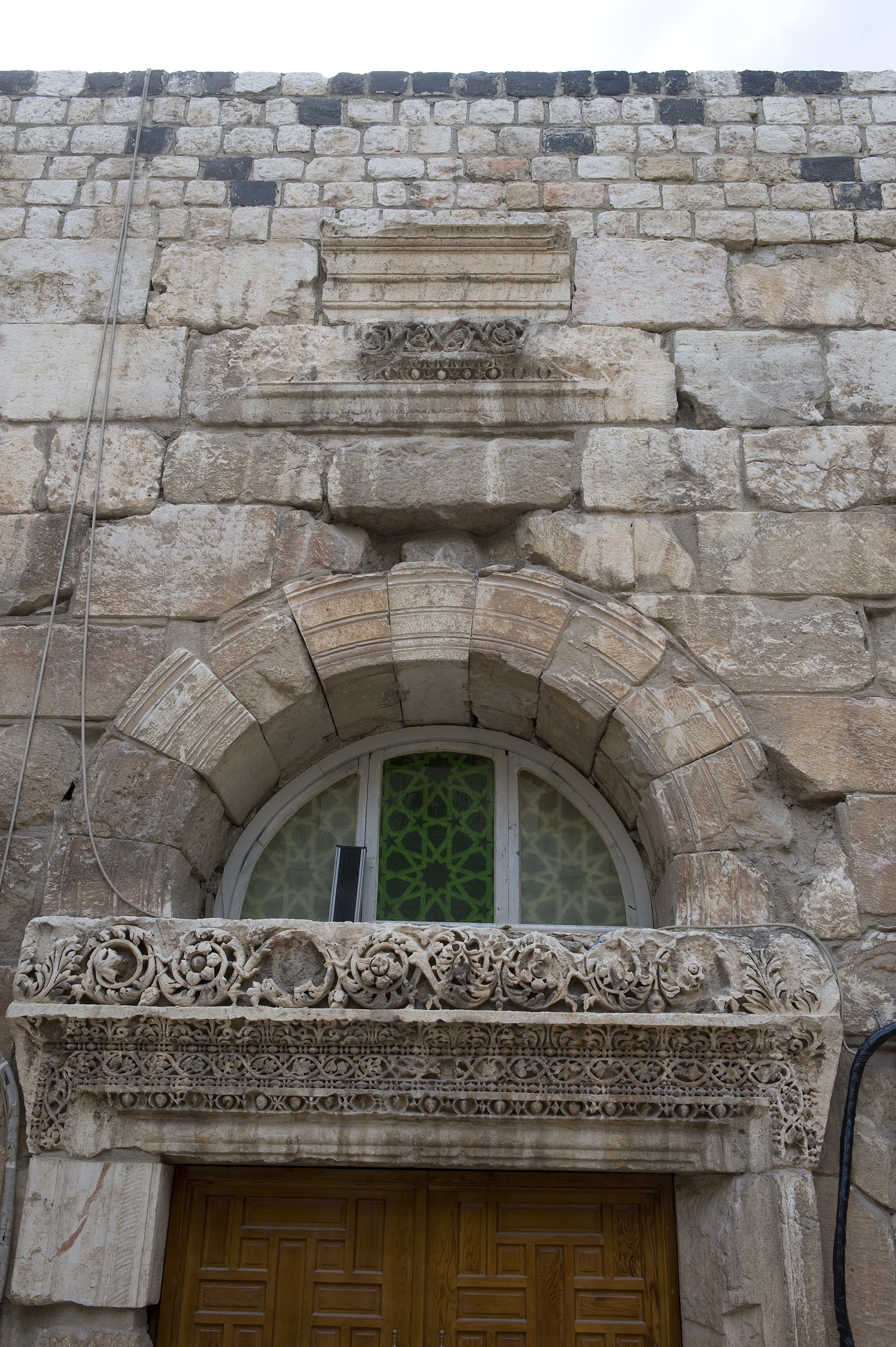
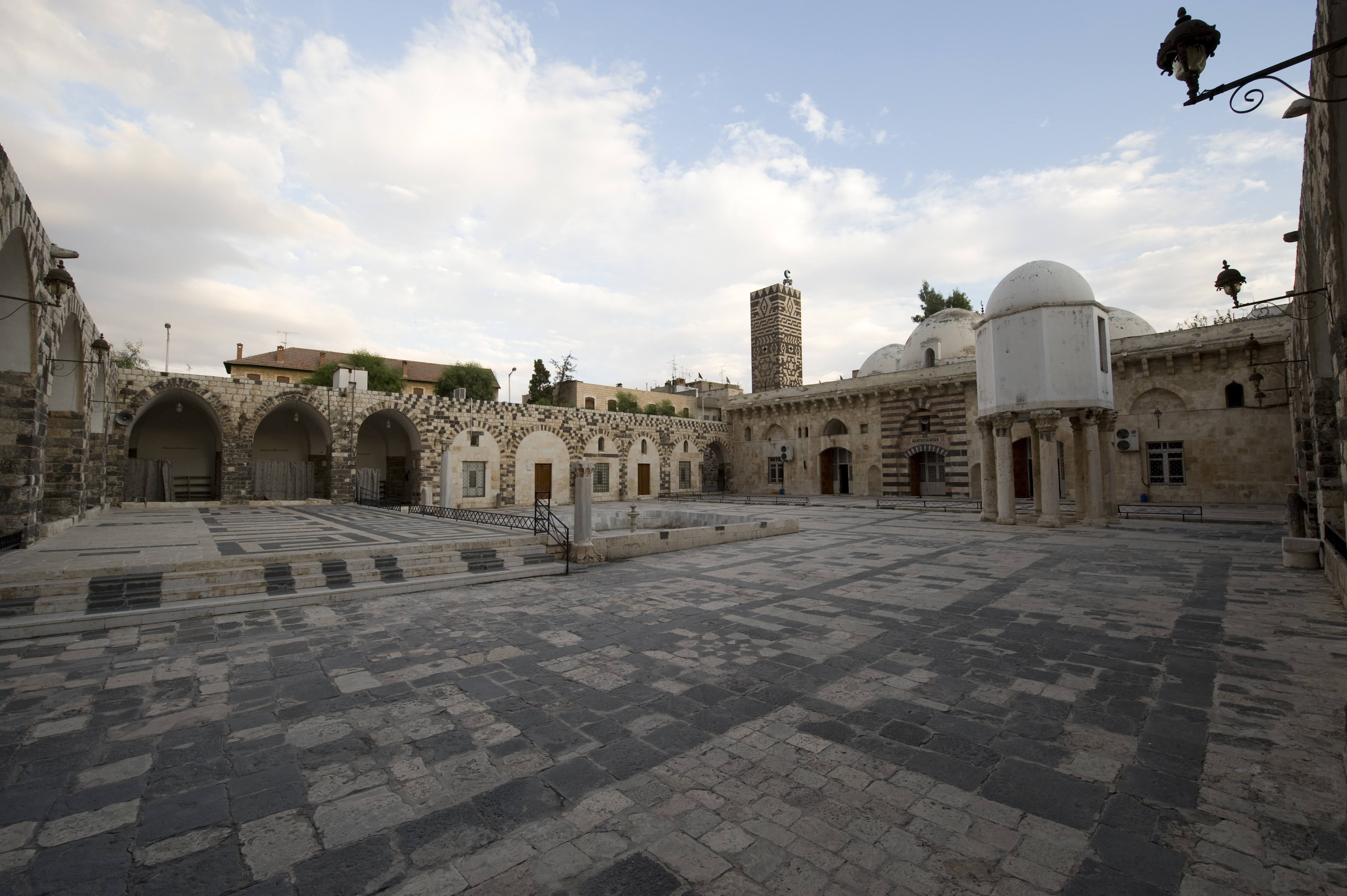
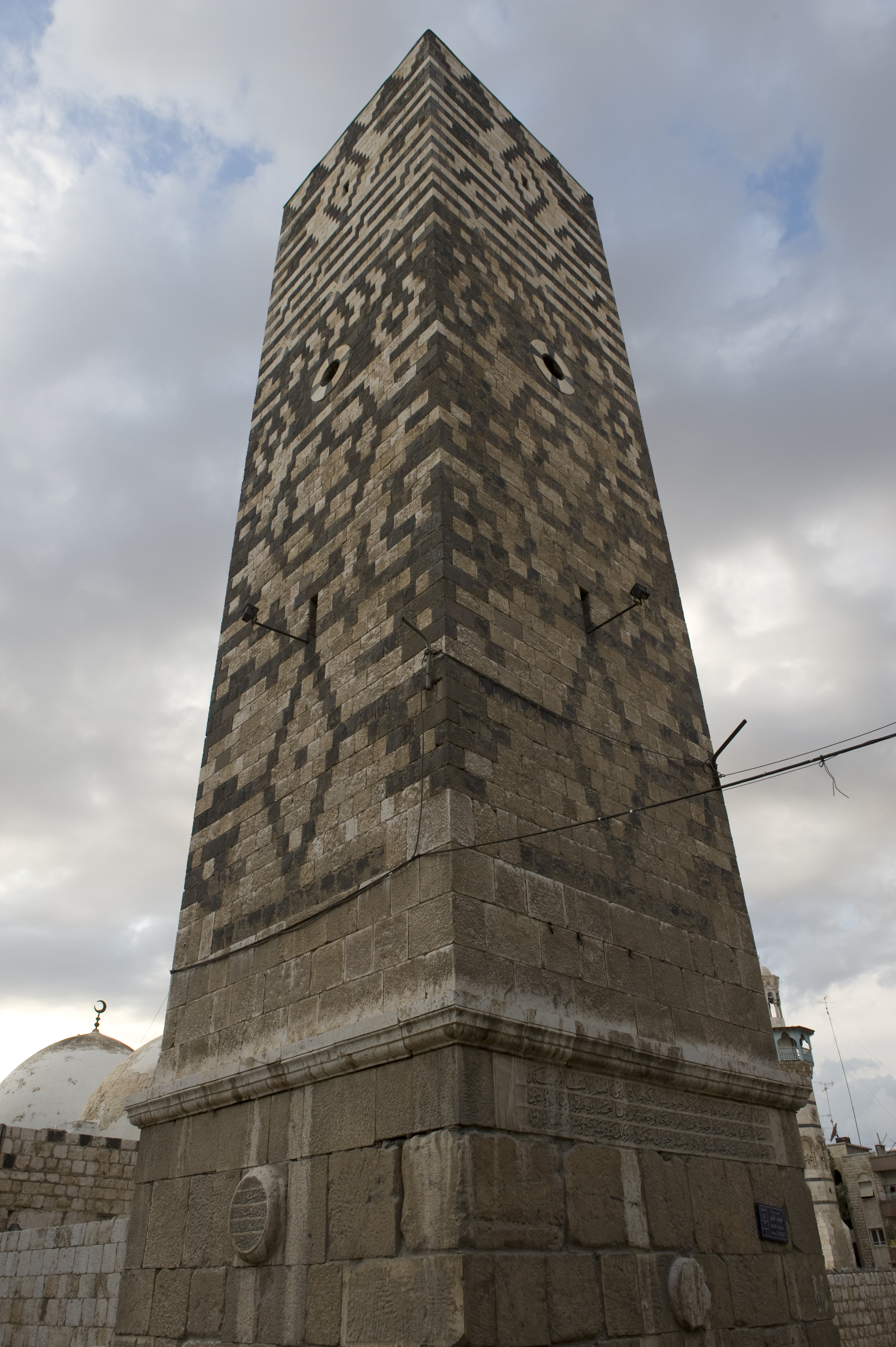
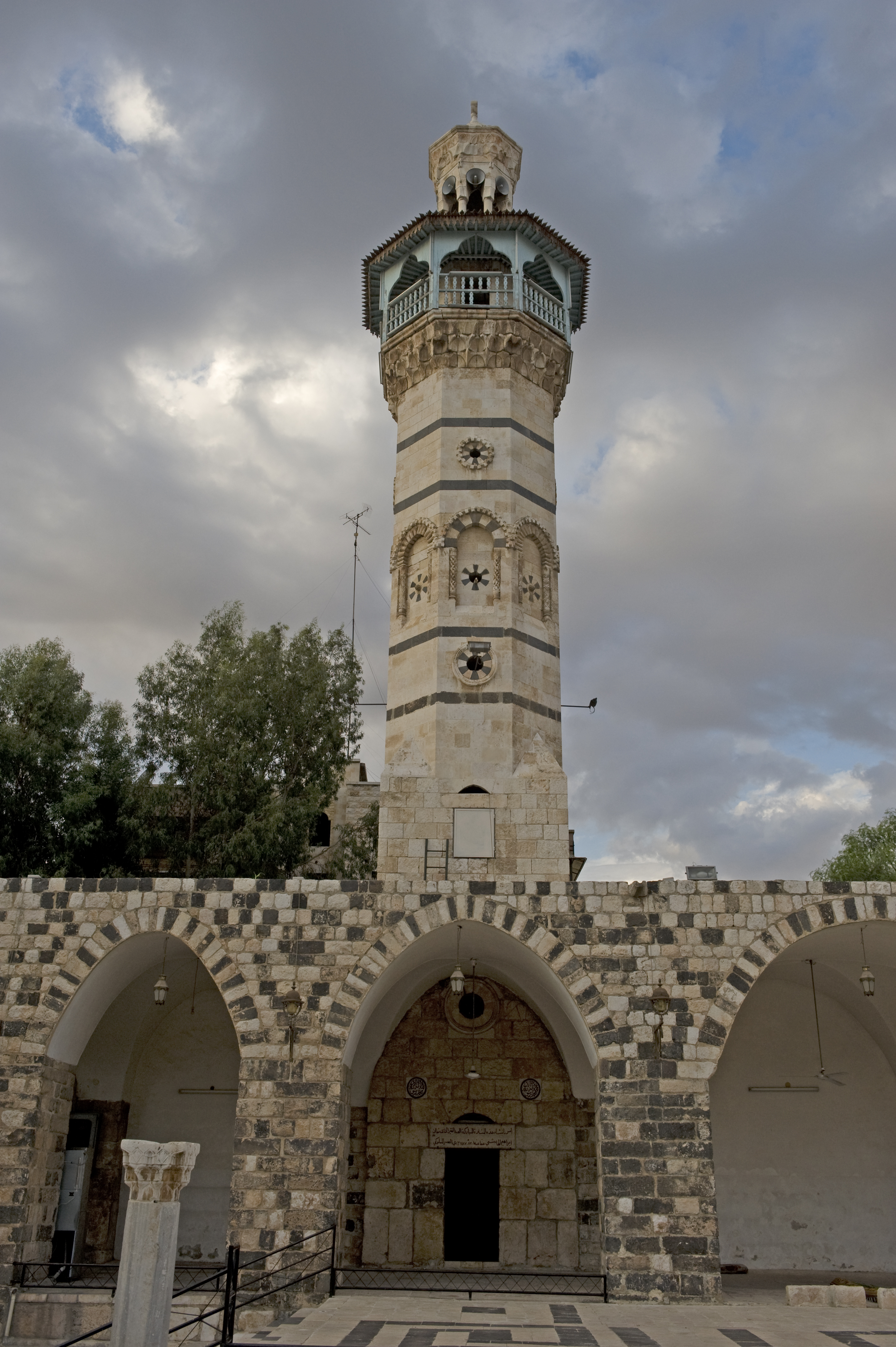
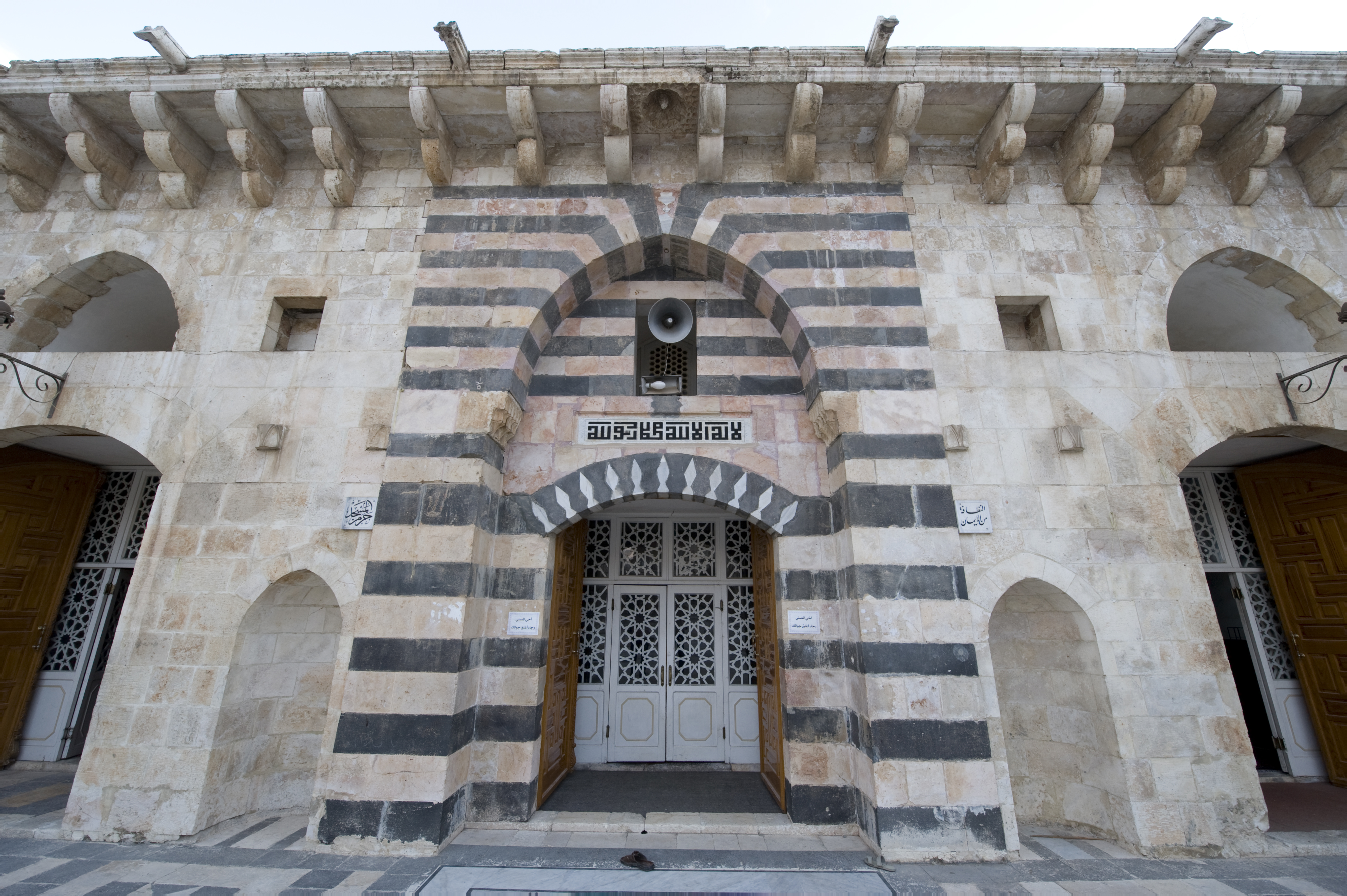
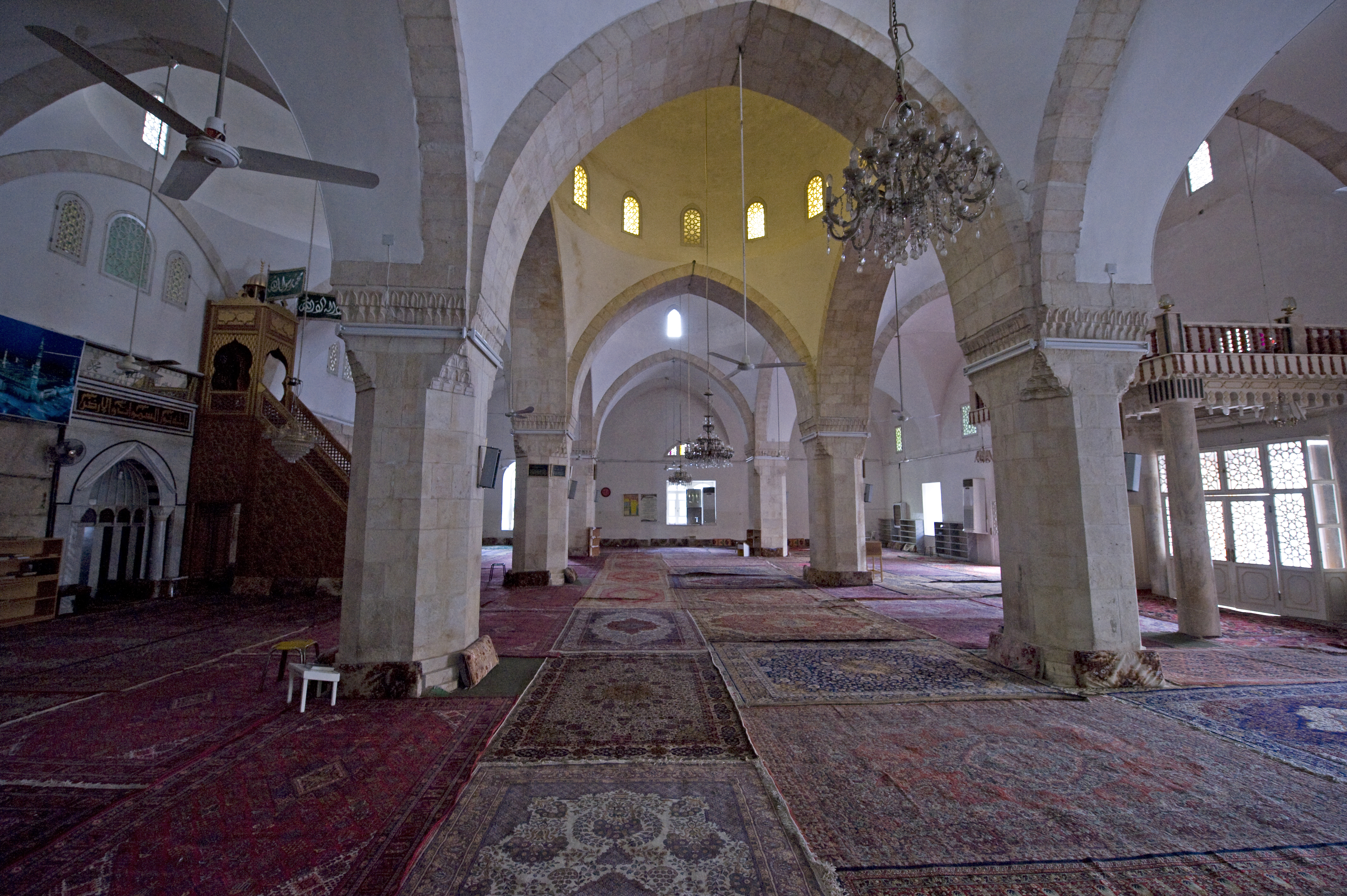

## Зовнішні посилання
- Велика мечеть Хами Архівовано травень 3, 2012 на сайті Wayback Machine. Wayback Machine